# 國王路

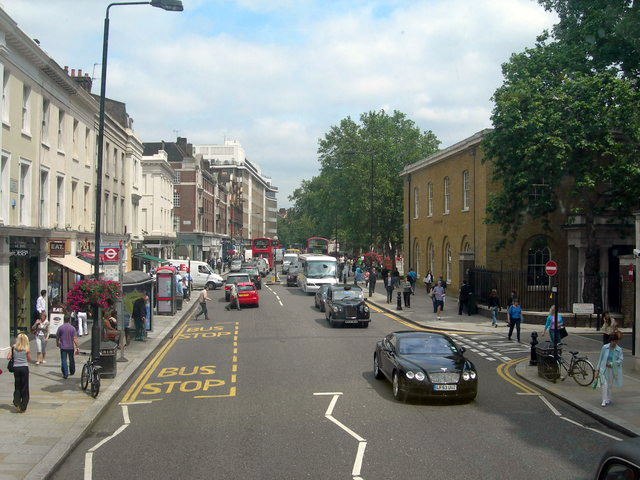
國王路東行

國王路（英語：King's Road）是位於倫敦切爾西地區的一條東西方向的道路，西端以斯隆廣場為起點。在嬉皮士的時代，這裡曾是反文化的中心，聚集了眾多青年人。國王路也是切爾西乃至倫敦最時尚的地區之一。國王路這一名稱來自於這條路曾是查理二世的專用道路。直到1830年，國王路都是王室所有道路。後來為改善倫敦交通而開發給普通人通行。